# 黄潼鲤
黄潼鲤，福建莆田人，是一名清朝政治人物。
黄潼鲤曾于1776年接替杨师震任青浦县知县一职，1777年由韩运鸿接任。